# Vartiana
Vartiana is een geslacht van insecten uit de familie van de dwerggaasvliegen (Coniopterygidae), die tot de orde netvleugeligen (Neuroptera) behoort.

## Soort
- V. necopinata H. Aspöck & U. Aspöck, 1965